# Oxyspora howellii
Oxyspora howellii är en tvåhjärtbladig växtart som beskrevs av John Frederick Jeffrey och William Wright Smith. Oxyspora howellii ingår i släktet Oxyspora och familjen Melastomataceae. Inga underarter finns listade i Catalogue of Life.